# Lallemantia
Lallemantia là một chi thực vật có hoa trong họ Hoa môi (Lamiaceae).

## Loài
Chi Lallemantia gồm các loài: